# 永健香青
永健香青（学名：Anaphalis nagasawae）为菊科香青属下的一个种。